# Удалан
Удалан (фр. Oudalan) — одна из 45 провинций Буркина-Фасо. Входит в состав региона Сахель. Административный центр провинции — город Гором-Гором. Площадь провинции составляет 9797 км².

## Население
По данным на 2013 год численность населения провинции составляла 258 710 человек.
Динамика численности населения провинции по годам:
| 1996    | 1997    | 2005    | 2006    | 2013    |
| ------- | ------- | ------- | ------- | ------- |
| 137 160 | 136 583 | 173 023 | 197 240 | 258 710 |

## Административное деление
В административном отношении подразделяется на 5 департаментов:
- Деу
- Гором-Гором
- Маркой
- Урси
- Тин-Акоф